# Fabbrica Automobili Dainotti
Fabbrica Automobili Dainotti war ein italienischer Hersteller von Automobilen.

## Unternehmensgeschichte
Das Unternehmen aus Pavia begann 1922 mit der Produktion von Automobilen. Der Markenname lautete Dainotti. 1923 endete die Produktion nach nur wenigen hergestellten Exemplaren.

## Fahrzeuge
Das Unternehmen bot zwei verschiedene Modelle an, die durch Achtzylindermotoren angetrieben wurden. Das kleine Modell verfügte über einen Zweitaktmotor mit 1492 cm³ Hubraum und 25 PS. Im Sportmodell sorgte ein Viertaktmotor mit 2031 cm³ Hubraum und 30 PS für den Antrieb. Die bauartbedingte Höchstgeschwindigkeit des Sportmodells war mit 120 km/h angegeben.